# Edwardsina gigantea
Edwardsina gigantea är en tvåvingeart som beskrevs av Peter Zwick 1977. Edwardsina gigantea ingår i släktet Edwardsina och familjen Blephariceridae. IUCN kategoriserar arten globalt som starkt hotad. Inga underarter finns listade i Catalogue of Life.